# Tai nạn Air Africa 1996
Tai nạn Air Africa 1996 xảy ra vào ngày 8 tháng 1 năm 1996 khi một máy bay Antonov An-32 chở quá tải của Air Africa, thuê cả máy bay và phi hành đoàn của Moscow Airways và đi đến Sân bay Kahemba, chạy vượt khỏi đường băng tại Sân bay N'Dolo tại Kinshasa, Cộng hòa Dân chủ Congo sau khi cất cánh thất bại và lao vào phố chợ Simbazikita của Kinshasa. Mặc dù toàn bộ sáu thành viên phi hành đoàn đều còn sống, song có 237 người thiệt mạng và 253 người trọng thương trên mặt đất. Đây là số lượng người thiệt mạng trên mặt đất lớn nhất ngoài hành khách trong một tai nạn máy bay.

## Bối cảnh
Sau nhiều thập niên xung đột tại châu Phi hạ Sahara, kinh doanh vận tải hàng không là việc phức tạp và thường là phi pháp. Như Johan Peleman giải thích: 
Mối quan hệ giữa những người thuê máy bay, tức bên khai thác máy bay, đại lý vận chuyển tức bên tổ chức giao hàng cho khách hàng và công ty thực sự sở hữu máy bay, thường rất phức tạp. Điều này gây khó khăn để nhận ra bên ký hợp đồng nào thực sự chịu trách nhiệm về các khía cạnh bất hợp pháp trong giao dịch. Chiếc Antonov gặp nạn tại Kinshasa trong tháng 1 năm 1996 do African Air khai thác. Công ty thuê máy bay và phi hành đoàn từ Scibe CMMJ, là công ty của Bemba Saolona. Đại lý bán hàng của Scibe tại Bỉ thuê máy bay cho công ty tại Zaïre. Công ty tại Bỉ lại ký hợp đồng với Moscow Airways.
Có tường thuật rằng chuyến bay này chở vũ khí cho UNITA (Liên minh Dân tộc vì Độc lập hoàn toàn của Angola): 
Scibe Airlift, một hãng hàng không thuộc sở hữu của Bemba Saolona và (ít nhất vào năm 1985) bản thân Mobutu (Forbes, ngày 18 tháng 11 năm 1985), cũng bị phát hiện đang chở vũ khí cho UNITA khi một chiếc Antonov 32 gặp nạn khi cất cánh từ Kinshasa trên đường đến Anglola hồi tháng 1 năm 1996, giết chết khoảng 370 người (AFP, ngày 10 tháng 1 năm 1996). Máy bay và phi hành đoàn được African Air thuê từ Scibe, công ty này lại thuê lại từ Moscow Airways thông qua đại lý bán hàng của Scibe, Scibe CMMJ, tại Ostend (Washington Post, ngày 21 tháng 3 năm 1997).

## Tai nạn
Trong khi nỗ lực cất cánh trong tình trạng đầy nhiên liệu và quá tải từ đường băng ngắn của Sân bay N'Dolo, một chiếc An-32B không đạt đủ tốc độ để nâng mũi lên, chưa bắt đầu nâng. Nó đâm vào một chợ ngoài trời Simbazikita với đầy lán, khách bộ hành, và ô tô và nhiên liệu mà nó mang theo bị bốc cháy. Số thương vong được trích dẫn dao động từ 225 (số buộc tội ngộ sát) cho đến 348.

## Hậu quả
Những người bị thương đầu tiên được đưa tới Bệnh viện Mama Yemo (nay là Bệnh viện Đa khoa Kinshasa), song bệnh viện này nhanh chóng quá tải. Hai bệnh viện khác tiếp nhận thêm các nạn nhân.
Mobutu và Saolona đều tham dự tang lễ vào ngày 10 tháng 1 năm 1996 tại Nhà thờ Tin Lành mang tên Centennaire.
Các phi công người Nga là Nicolai Kazarin và Andrei Gouskov bị buộc tội và kết án tội ngộ sát, mỗi người nhận án tù tối đa hai năm. Tại phiên tòa, họ thừa nhận rằng mình sở dụng giấy phép rời bến mượn từ Scibe Airlift, rằng họ biết chuyến bay là bất hợp pháp, và rằng chuyến bay thực ra hướng đến Angola. Scibe Airlift và African Air trả tiền bồi thường 1,4 triệu USD cho các gia đình người tử nạn và người bị thương.
Mối nguy hiểm tiềm ẩn về máy bay quá tải bay qua các khu vực dân cư đông đúc không được đề cập tại Cộng hòa Dân chủ Congo, và đến ngày 4 tháng 10 năm 2007 một tai họa tương tự xảy ra tại Sân bay quốc tế Ndjili.